# Spagna ai XXIII Giochi olimpici invernali
La Spagna ha partecipato ai XXIII Giochi olimpici invernali, che si sono svolti dal 9 al 28 febbraio 2018 a PyeongChang in Corea del Sud, con una delegazione composta da 12 atleti.

## Medaglie
| Riepilogo quotidiano | Riepilogo quotidiano | Riepilogo quotidiano | Riepilogo quotidiano | Riepilogo quotidiano | Riepilogo quotidiano |
| -------------------- | -------------------- | -------------------- | -------------------- | -------------------- | -------------------- |
| Giorno               | Data                 |                      |                      |                      | Totale               |
| 1º                   | 10                   | 0                    | 0                    | 0                    | 0                    |
| 2º                   | 11                   | 0                    | 0                    | 0                    | 0                    |
| 3º                   | 12                   | 0                    | 0                    | 0                    | 0                    |
| 4º                   | 13                   | 0                    | 0                    | 0                    | 0                    |
| 5º                   | 14                   | 0                    | 0                    | 0                    | 0                    |
| 6º                   | 15                   | 0                    | 0                    | 1                    | 1                    |
| 7º                   | 16                   | 0                    | 0                    | 0                    | 0                    |
| 8º                   | 17                   | 0                    | 0                    | 1                    | 1                    |
| 9º                   | 18                   | 0                    | 0                    | 0                    | 0                    |
| 10º                  | 19                   | 0                    | 0                    | 0                    | 0                    |
| 11º                  | 20                   | 0                    | 0                    | 0                    | 0                    |
| 12º                  | 21                   | 0                    | 0                    | 0                    | 0                    |
| 13º                  | 22                   | 0                    | 0                    | 0                    | 0                    |
| 14º                  | 23                   | 0                    | 0                    | 0                    | 0                    |
| 15º                  | 24                   | 0                    | 0                    | 0                    | 0                    |
| 16º                  | 25                   | 0                    | 0                    | 0                    | 0                    |
| Totale               | Totale               | 0                    | 0                    | 2                    | 2                    |

### Medagliere per discipline
| Sport                 | Oro | Argento | Bronzo | Totale |
| --------------------- | --- | ------- | ------ | ------ |
| Snowboard             | 0   | 0       | 1      | 1      |
| Pattinaggio di figura | 0   | 0       | 1      | 1      |
| Totale                | 0   | 0       | 2      | 2      |

### Medaglie di bronzo
| Medaglia | Nome             | Sport                 | Evento                   |
| -------- | ---------------- | --------------------- | ------------------------ |
| Bronzo   | Regino Hernández | Snowboard             | Snowboard cross maschile |
| Bronzo   | Javier Fernández | Pattinaggio di figura | Singolo maschile         |

## Pattinaggio di figura
La Spagna ha qualificato nel pattinaggio di figura quattro atleti, tre uomini e una donna, in seguito ai Campionati mondiali di pattinaggio di figura 2017.
| Gara     | Atleta                          | Programma corto | Programma corto | Programma libero | Programma libero | Totale | Totale    |
| Gara     | Atleta                          | Punti           | Posizione       | Punti            | Posizione        | Punti  | Posizione |
| -------- | ------------------------------- | --------------- | --------------- | ---------------- | ---------------- | ------ | --------- |
| Maschile | Javier Fernández                |                 |                 |                  |                  |        |           |
| Maschile | Felipe Montoya                  |                 |                 |                  |                  |        |           |
| Danza    | Sara Hurtado / Kirill Khaliavin |                 |                 |                  |                  |        |           |

## Skeleton
La Spagna ha qualificato nello skeleton un solo atleta, nel singolo maschile.
| Gara             | Atleta          | 1ª manche | 2ª manche | 3ª manche | 4ª manche       | Totale  | Posizione |
| ---------------- | --------------- | --------- | --------- | --------- | --------------- | ------- | --------- |
| Singolo maschile | Ander Mirambell | 51"64     | 51"64     | 51"59     | non qualificato | 2'35"29 | 23º       |